# Monte Kawi
Monte Kawi (en indonesio: Gunung Kawi) es un estrato volcán en la provincia de Java occidental en la isla de Java, al oeste del país asiático de Indonesia. Se trata de un gran volcán, adyacente al Monte Butak. No hay registro histórico de sus erupciones. Alcanza un altura de 2.551 metros sobre el nivel del mar.